# Projet Momentum
Pour plus de détails, voir Fiche technique et Distribution.
Projet Momentum (Momentum) est un téléfilm américain réalisé par James Seale et diffusé sur Syfy le 26 juillet 2003.

## Synopsis
Un trio d'hommes ayant des pouvoirs télékinétiques, dirigé par Adrian Geiger, attaque un fourgon blindé. Le FBI qui est sur l'affaire est dubitatif quant aux témoignages des personnes qui ont assisté à l'événement. L'agent Jordan Ripps et son partenaire Frank McIntyre ne croient pas à ça. Mais Raymond Addison, un agent à la retraite, n'est pas du même avis. Ce dernier chasse Geiger depuis des années et compte bien utiliser les aptitudes du professeur Zachary Shefford, lui aussi télékinésiste, pour le capturer...

## Fiche technique
- Titre original : Momentum
- Titre français : Projet Momentum
- Réalisateur : James Seale
- Scénariste : Deverin Karol
- Musique : Joseph Stanley Williams
- Photographe : Maximo Munzi
- Montage : Mark Manos
- Distribution : Fern Champion
- Création des décors : Timothy Roberts
- Direction artistique : Dick Gardner
- Création des costumes : Anita Cabada
- Maquillages spéciaux : Simone Almekias-Siegl
- Effets spéciaux : Lou Carlucci et Josh Hakian
- Effets visuels : Amalgamated Pixels Inc.
- Producteurs : Lisa M. Hansen et Paul Hertzberg
- Producteurs exécutifs : Michael Braun et Jeff Ivers
- Coproducteur : Neil Elman
- Sociétés de production : CineTel Films et Media Entertainment GmbH
- Société de distribution : The Sci-Fi Channel
- Ratio écran : 1,85:1
- Image : Couleurs
- Son : Stéréo
- Format négatif : 35 mm
- Procédé cinématographique : Sphérique
- Pays :  États-Unis  Allemagne
- Langue : anglais
- Genre : Science-fiction
- Durée : 88 minutes
- Année de sortie : 2002 aux  États-Unis

## Distribution
- Teri Hatcher : Jordan Ripps
- Louis Gossett Jr. : Raymond Addison
- Grayson McCouch : Zachary Shefford
- Michael Massee : Adrian Geiger
- Nicki Aycox : Tristen Geiger
- Carmen Argenziano : Frank McIntyre
- Morocco Omari : Lincoln
- Zahn McClarnon : Hawk
- Daniel Dae Kim : Agent Frears
- Alexondra Lee : Brooke
- Zach Galligan : Directeur Hammond
- Brad Greenquist : Martin Elias
- Hayden Tank : Josh